# 天命
天命（てんめい）とは、天から与えられた命令のことである。
天から人間に与えられた、一生をかけてやり遂げなければならない命令のこと。また、人がこの世に生を授けられる因となった、天からの命令のことである。命数。

## 概要
現在では「天命」は大きく分けて２つの意味で用いられている。ひとつは《天から与えられた使命》という意味で、これは《天あるいは天帝の命令》ということである。もうひとつは、人間の力ではいかんともしがたい《運命》や《宿命》を意味し、天から与えられた宿命ないしは寿命を意味する。天命の原義は前者の《天の命令》の意味であったが、それが転じて《運命》の意味を持つようになったという。
現代人が天命という言葉の意味を理解するには、まず「命」という文字・言葉の意味を理解する必要がある。「命」という文字は、元来は「令」と書かれたのだが、これはもともと甲骨文や金文資料においてはとても重い意味で使用されており、上に立つ者が自分の持つ権限の一部を下の者に委譲して、自分に代わって実行するようにと命令する行為と、その際に言われる言葉が「命」と呼ばれたのである。
天から命を受けている、とする思想は現代では「受命思想」とも呼ばれるが、この思想の成立は殷から周（紀元前1046年ごろ-紀元前256年）への王朝交代と結びつけて考えられている。『黄土を拓いた人びと』の著者・三田村泰助によると、殷の王の正統性は帝または上帝と呼ばれる最高神の直系子孫であると称していた点にあった。その血筋ゆえに王は帝の助力を得る資格があるとされ、その手段が占いであった。
西周時代には、政治的な側面が強調されつつ、天命という思想が確立した。それは以下のようなものである。
天帝は、周王を自分の元子（＝長男）として認知し、その周王に天命を降ろしてこの地上世界の統治をゆだねた。
周王が天下を統治する権限は天からの命令を背景にしているとされたのである。また、天から元子として認知されているのだから周王は「天子」と名乗ることができた。そして周王は、天から授かったこの命、統治の権限を小さく分けて臣下たちに与えた。すなわち職務として与えることで、実際的な統治をおこなわせたのである。このように、西周では、国家は上から下へと命が階層的に分与される構造によって成り立つようになった。西周の後半の時期に遺された冊命金文にも、周王が臣下たちに《命》を分与するときの儀式が詳細に記述されている。
ただし、元子として天命を受けた者であっても、その者が徳を失ってしまった時は、天帝は元子として認知しなくなり、別の有徳者を探して、その者に新しく天命を降ろす、とされた。「命が革まる（あらたまる）」ということから、革命と言われるようになった。これが革命(かくめい）という表現に込められている思想である。
上記のように、もともと天命という思想は、王朝や家系の盛衰にかかわるものであったが、そこでは全ての人に一部分とは言え天命が分与されているとされていたことから、やがて「天命がひとりひとりの人間の運命をも支配している」ともされるようになった。ちょうど天命が王朝の命運を決定しているように、ひとりの人の人生の長短も人生のできごとの良否も天命によって定められている、と考えられるようになったのである。かくして「命」の語が寿命や運命をも意味するようになったわけである。
なお『論語』には孔子（紀元前551年‐紀元前479年）の言葉として「五十而知天命」（五十にして天命を知る）という表現があるが、上述のように天命は使命と運命の両方の意味で用いられているので、論語のこの表現を巡って、《運命》や《宿命》（自分にはこれだけしかできない）ということを意味しているのか、それとも《使命》（自分は人生でこれだけはしなければならない）を意味しているのかで解釈が分かれているという。

## その他
- イスラム教における六信の一つ、定命（カダル）の訳語として用いられることもある[要出典]。
- メソポタミア神話で怪物ズーが主神エンリルから盗み出した書版は『天命の書版』と訳される[要出典]。